# Reverb
Reverb je zvukový efekt patřící do skupiny dozvukových hall efektů. Jde o simulaci „ozvěny“, resp. dozvuku uvnitř uzavřených prostor. Zvuková vlna je po dopadu na překážku částečně pohlcena a částečně se odrazí a tím vzniká informace o prostoru. Charakter dozvuku je určen nejen velikostí místnosti, ale také materiálovou a tvarovou skladbou interiéru. Velká studia mají díky množství nahrávacích místností možnost docílit přirozeného dozvuku jen volbou vhodného prostoru. Dozvuk je součástí přirozeného akustického prostoru. Je-li zvuk „suchý“ (bez odrazů), člověk ho vnímá jako něco nepřirozeného, proto se dozvuk vytváří uměle pomocí reverbu. Nejčastěji používanými druhy jsou pružinový reverb (spring) či digitální hall – zvukový efekt vytvořený pomocí dozvukové jednotky.